# Anton Antonovič Delvig
Anton Antonovič Delvig (rusky Антон Антонович Дельвиг, 17. srpna 1798 – 26. ledna 1831; obě data jsou podle gregoriánského kalendáře) byl ruský básník.

## Biografie
Pocházel ze šlechtické rodiny, náležela mu hodnost barona. Studoval na lyceu v Carském selu, už na střední škole se seznámil s Puškinem. Nestudoval příliš dobře, přesto školu dokončil a prošel různými úřednickými místy, od roku 1825 pracoval na ministerstvu zahraničí. Měl velmi mnoho přátel v tehdejších literárních kruzích, jeho dům se stal střediskem soudobého kulturního života. Vydával velmi úspěšný literární almanach Sěvernyje cvěty a časopis Literaturnaja gazeta (od r. 1828). Jeho vlastní básně tvoří buď idyly podle klasických vzorů (zejm. Horatia), např. Kupaljščicy, Konec zolotogo věka, nebo anakreónsky stylizované popěvky po vzoru ruských lidových písní, z nichž mnohé zlidověly. Přestože jeho básně nejsou z literárního hlediska příliš na výši, byly ve své době velmi úspěšné, mnohé byly zhudebněny, a Delvig hrál velmi významnou roli v tehdejším kulturním životě.